# Staatskrise in Ägypten 1942
Die Staatskrise in Ägypten 1942 war eine Reihe politischer Auseinandersetzungen zwischen dem ägyptisch-sudanesischen König Faruq, der Wafd-Partei unter ihrem Parteichef Mustafa an-Nahhas Pascha und der ehemaligen Kolonialmacht Großbritannien im Frühjahr 1942 während des Zweiten Weltkriegs. Es handelte sich um die dritte schwere Krise des Königreichs Ägypten seit dessen Gründung 1922.

## Verlauf der Krise

### Beginn

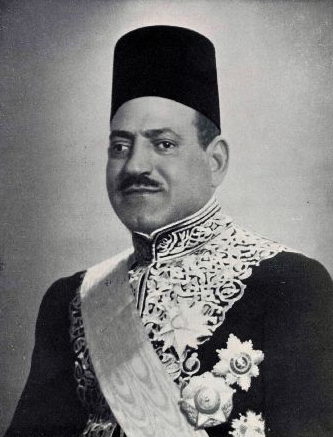
Mustafa an-Nahhas Pascha, seit 1927 Parteichef der Wafd-Partei und mehrfacher Premierminister Ägyptens

Im Juni/Juli 1940 wurde nach dem Kriegseintritt des faschistischen Königreichs Italien das Königreich Ägypten von Großbritannien, welches sich auf den Anglo-Ägyptischen Vertrag von 1936 berief, besetzt.
Trotz der Besetzung und der italienischen Invasion im September 1940 blieb das politische System Ägyptens, wie es seit der Verfassung von 1923 bestand, formell in Takt. Großbritannien erzwang zwar die Absetzung von Premierminister Ali Maher Pascha, mischte sich aber sonst nicht ins politische Tagesgeschäft ein. Am 15. November 1940 ernannte König Faruq Hussein Sirri Pascha zum Premierminister. Dieser verfolgte, wie seine Vorgänger Ali Maher und Hassan Sabry Pascha, eine strikt neutrale Außenpolitik, zeigte aber Sympathien zu den Achsenmächten. Dennoch nahmen im Land die inneren Spannungen zu und die Bevölkerung spaltete sich in ein achsenfreundliches und pro-alliiertes Lager.
Anfang Februar des Jahres 1942, als das deutsche Afrikakorps eine erfolgreiche Offensive in Richtung Ägypten begann, wollte Faruq Hassan Sabry durch Ali Maher ersetzen, entschied sich aber dann die bisherige Regierung, welche sich aber nicht auf eine parlamentarische Mehrheit stützen konnte, im Amt zu belassen. Als die Wafd-Partei davon Wind bekam, protestierte sie und forderte eine Regierung unter Mustafa an-Nahhas Pascha.

### Britische Intervention

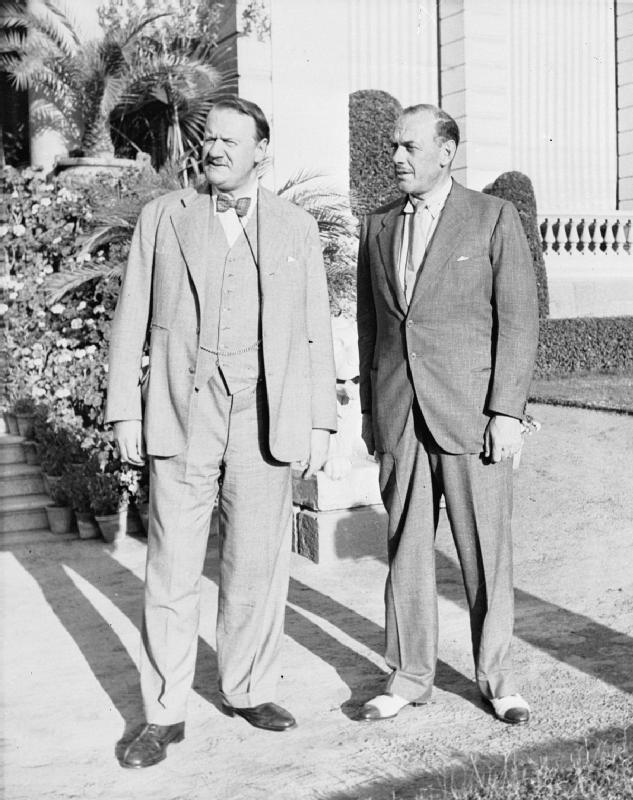
Miles Lampson und Oliver Lyttelton, 1941

Nach dem Beginn des Krise schaltete sich die britische Regierung unter Winston Churchill ein. Durch ihren Botschafter, Sir Miles Lampson, forderte sie den König auf, sich zwischen einer Wafd-Regierung unter Mustafa an-Nahhas oder einer Wafd-Koalitionsregierung unter Hussein Sirri Pascha zu entscheiden. Großbritannien wollte damit die ägyptisch-sudanesische Bevölkerung, in welcher die Wafd-Partei sehr beliebt war, für sich gewinnen und Ägypten, welches vor dem Krieg über die schlagkräftigste Armee des Nahen Ostens verfügte, zu einem Kriegseintritt auf der Seite der Alliierten bewegen. Auch sollte der Einfluss der achsenfreundlichen Kräfte um König Faruq ausgeschaltet werden.
Faruq zögerte und versuchte die Ernennung von Mustafa an-Nahhas aufzuschieben. Lampson beschloss schließlich, den König mit der Androhung seiner Absetzung unter Druck zu setzen. Der Monarch ließ sich zunächst nicht beeindrucken und hielt dem Druck stand. Aufgrund seiner Autorität im Volk zeigten auch einige Mitglieder der britischen Regierung Bedenken. Lampson gewann aber die Unterstützung von Oliver Lyttelton, welcher damals als Staatsminister für den Nahen Osten zuständig war, und konnte den Druck auf Faruq erhöhen.
In der Nacht vom 4. Februar 1942 umstellte General Robert Stone, der Oberbefehlshaber der britischen Truppen in Ägypten, den Abdeen-Palast, die offizielle königliche Residenz Faruqs in Kairo, mit Soldaten und Panzern. Alle Verbindungen des Königs nach außen wurden gekappt, so dass dieser die Armee beziehungsweise die königliche Garde nicht zur Hilfe rufen konnte. Lampson legte Faruq eine bereits fertige Abdankungserklärung, welche von Sir Walter Monckton verfasst worden war, vor. Überwältigt gab Faruq nach und ernannte Nahhas zum Regierungschef.

### Folgen

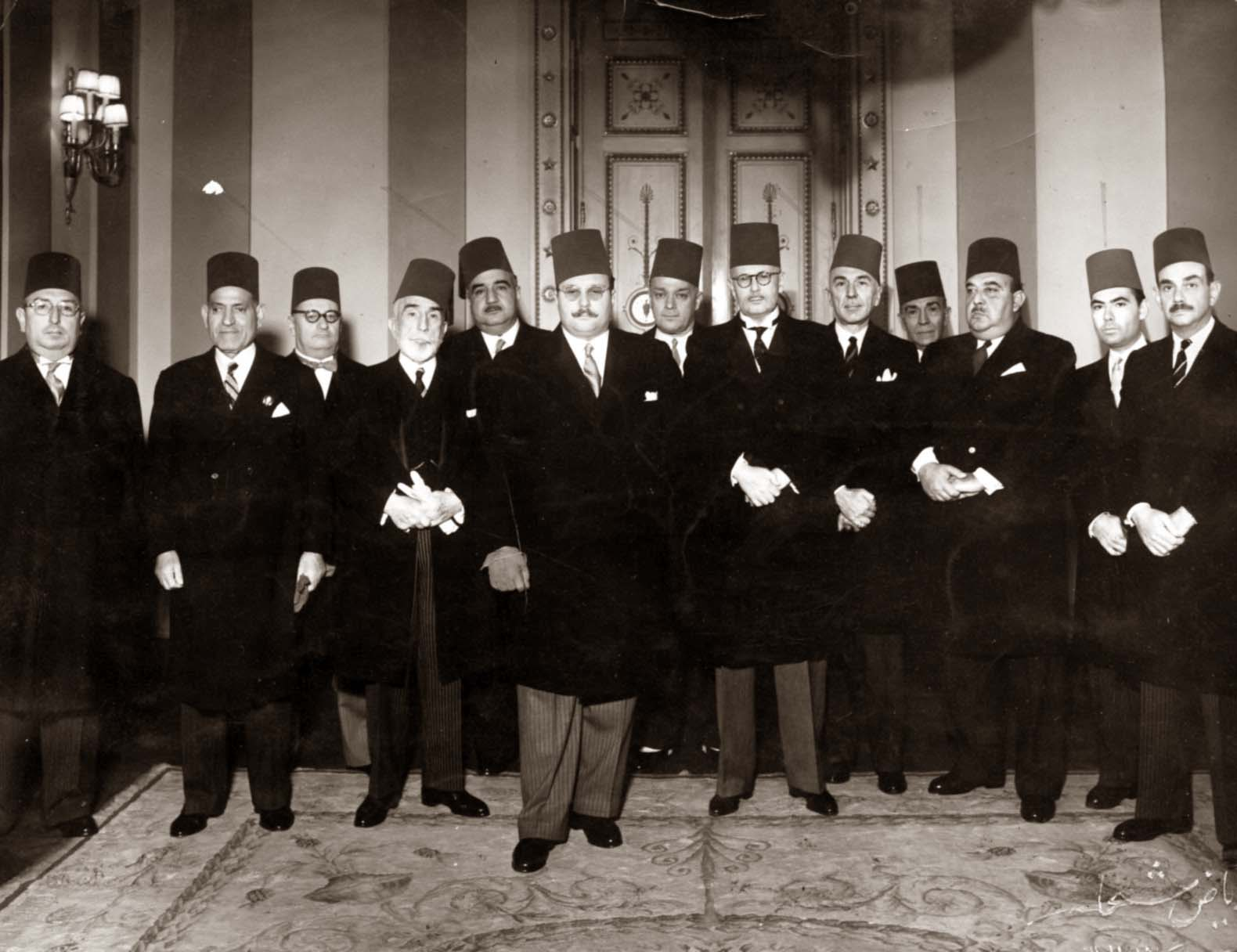
König Faruq (Mitte) mit der neuen Regierung

Die Intervention der Briten löste in großen Teilen der einheimischen Bevölkerung Empörung aus. Die inneren Auseinandersetzungen erreichten bürgerkriegsähnliche Zustände. Es kam zu Demonstrationen, in welchen die Solidarität mit dem König beziehungsweise den Achsenmächten bekundet wurde, Sabotageakten und Angriffen auf britische Einrichtungen im Land. Auch Teile der Wafd-Partei verurteilten die britische Politik. Die Partei aber verlor trotz ihres Wahlsiegs bei den Parlamentswahlen vom 24. Februar 1942 wegen der Zusammenarbeit mit den Briten sowohl die Unterstützung bei der Mehrheit der Zivilisten als auch im ägyptischen Militär. Sie wurde während des Kriegs zunehmend zum Symbol der Kollaboration mit den Briten. Islamistische Kräfte wie die Muslimbruderschaft oder die Jungägyptische Partei befeuerten dafür die anti-monarchistische Stimmung zu ihren Gunsten und forderten die Ausrufung einer islamischen Republik. Aufgrund der angespannten Lage begann Mustafa an-Nahhas weitgehend diktatorisch zu regieren und suspendierte das Parlament. Das Land fand aber keine Beruhigung.
Im Juli 1942 beauftragte Faruq, gedrängt von seinem achsenfreundlichen Beratern und dem Militär, zwei ägyptische Militärpiloten die britisch-deutschen Linien in Ägypten zu überfliegen, um dem Generalstab der deutschen Truppen in Nordafrika über die britische Positionen aufzuklären. Ägypten lieferte von da an regelmäßig über seinen Konsul in Istanbul dem Deutschen Reich Spionageinformationen. Der König befahl dem ägyptischen Generalstab Kontakte mit dem deutschen und italienischen Stab aufzunehmen und knüpfte, zusammen mit seinem wichtigsten Berater Ali Maher, selber Kontakte mit den Nationalsozialisten, lehnte aber deren radikalen Antisemitismus und den Holocaust ab.
Im Oktober 1944 verdrängte Faruq die Partei von der Regierungsausübung und ernannte Ahmad Mahir Pascha von der Saadisch institutionalisierten Partei zum Premierminister. Am 24. Februar erklärte Ägypten dem Deutschen Reich und Japan den Krieg und erzwang 1946 den Abzug der Briten. Die ägyptisch-britischen Beziehungen blieben durch die Krise nachhaltig beschädigt.